# Lawn Tennis Club
Lawn Tennis Club, zkratka LTC, je historické označení pro tenisové kluby. Sousloví lawn tennis ve významu „tenis na trávě“ označovalo novou formu tenisu hranou venku a odlišovalo jej tak od staršího halového (real) tennis. Průkopníky moderního tenisu byli Harry Gem a Augurio Perera, kteří založili historicky první Lawn Tennis Club roku 1872 v anglickém Leamingtonu.
V Čechách LTC často stály při zrodu hokejových klubů. Na zimu se kurty polévaly vodou a místo tenisu se hrál nejprve bandy hokej, později pak lední hokej. Nejznámějším z nich byl klub LTC Praha, který vyhrál českou nejvyšší soutěž celkem jedenáctkrát.